# Kufjan
Kufjan (arab. كوفيان) – wieś w Syrii, w muhafazie Aleppo, w dystrykcie Ajn al-Arab. W 2004 roku liczyła 345 mieszkańców.